# تشاك لونغ
تشاك لونغ (بالإنجليزية: Chuck Long) هو لاعب كرة قدم أمريكية أمريكي، ولد في 18 فبراير 1963 في نورمان في الولايات المتحدة.

## وصلات خارجية
- تشاك لونغ على موقع مرجع كرة القدم المحترفة.كوم (الإنجليزية)
- تشاك لونغ على موقع قاعة آيوا للمشاهير الرياضية (الإنجليزية)